# İdman Ocağı Spor Kulübü (pallavolo femminile)
L'İdman Ocağı Spor Kulübü è una società pallavolistica femminile turca, con sede a Trebisonda, militante nella serie cadetta del campionato turco, la Voleybol 1. Ligi.

## Storia
La squadra di pallavolo femminile dell'İdman Ocağı Spor Kulübü viene fondata il 21 gennaio del 1921, all'interno della omonima società polisportiva. Nel 2014 il club è promosso per la prima volta nella propria storia nella Voleybol 1. Ligi, debuttandovi nella stagione 2014-15.

## Rosa 2014-2015
| N° | Nome                  | Ruolo | Data di nascita   | Nazionalità sportiva |
| -- | --------------------- | ----- | ----------------- | -------------------- |
| 1  | Wang Yimei            | S     | 11 gennaio 1988   | Cina                 |
| 2  | Deniz Hacıibrahimoğlu | S     | 14 febbraio 1989  | Turchia              |
| 5  | Ergül Avcı            | C     | 24 luglio 1987    | Turchia              |
| 7  | Didem Ege             | L     | 31 maggio 1988    | Turchia              |
| 8  | Judith Pietersen      | C/O   | 3 luglio 1989     | Paesi Bassi          |
| 9  | Tuğçe Hocaoğlu        | P     | 1º luglio 1988    | Turchia              |
| 10 | Necla Güçlü           | L     | 16 settembre 1974 | Turchia              |
| 11 | Sonja Newcombe        | S     | 7 marzo 1988      | Stati Uniti          |
| 12 | Aslıhan Sinanoğlu     | C     | 25 ottobre 1984   | Turchia              |
| 14 | Damla Çakıroğlu       | S     | 22 giugno 1994    | Turchia              |
| 15 | Gülben Şahin          | C     | 2 novembre 1988   | Turchia              |
| 16 | Fulden Ural           | S     | 3 gennaio 1991    | Turchia              |
| 17 | Cansu Aydınoğulları   | P     | 18 febbraio 1992  | Turchia              |
| 18 | Tuğçe Atıcı           | P     | 17 marzo 1989     | Turchia              |

## Palmarès
- BVA Cup: 1

2015